# Притхви (ракета)

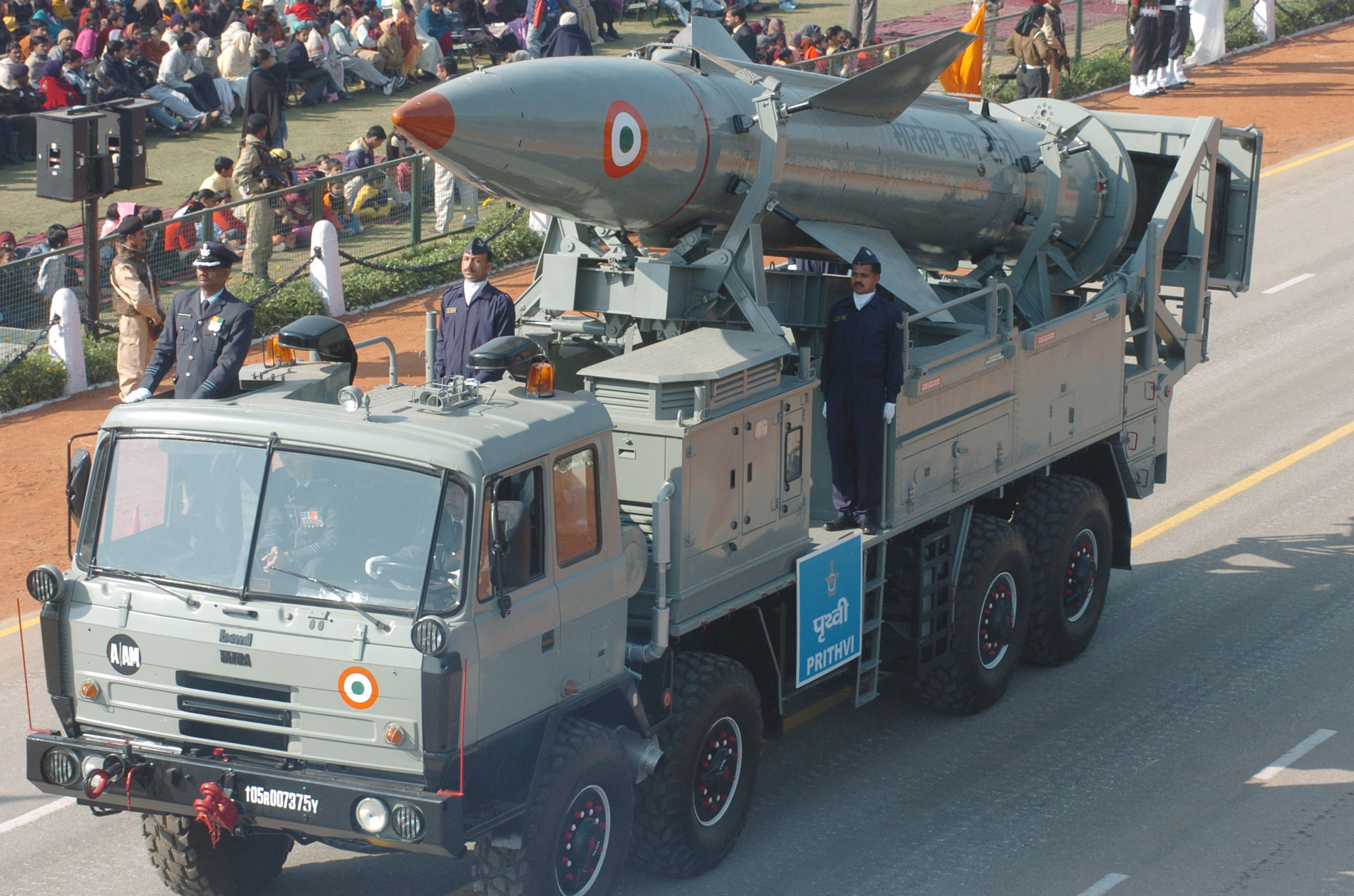
Притхви-1

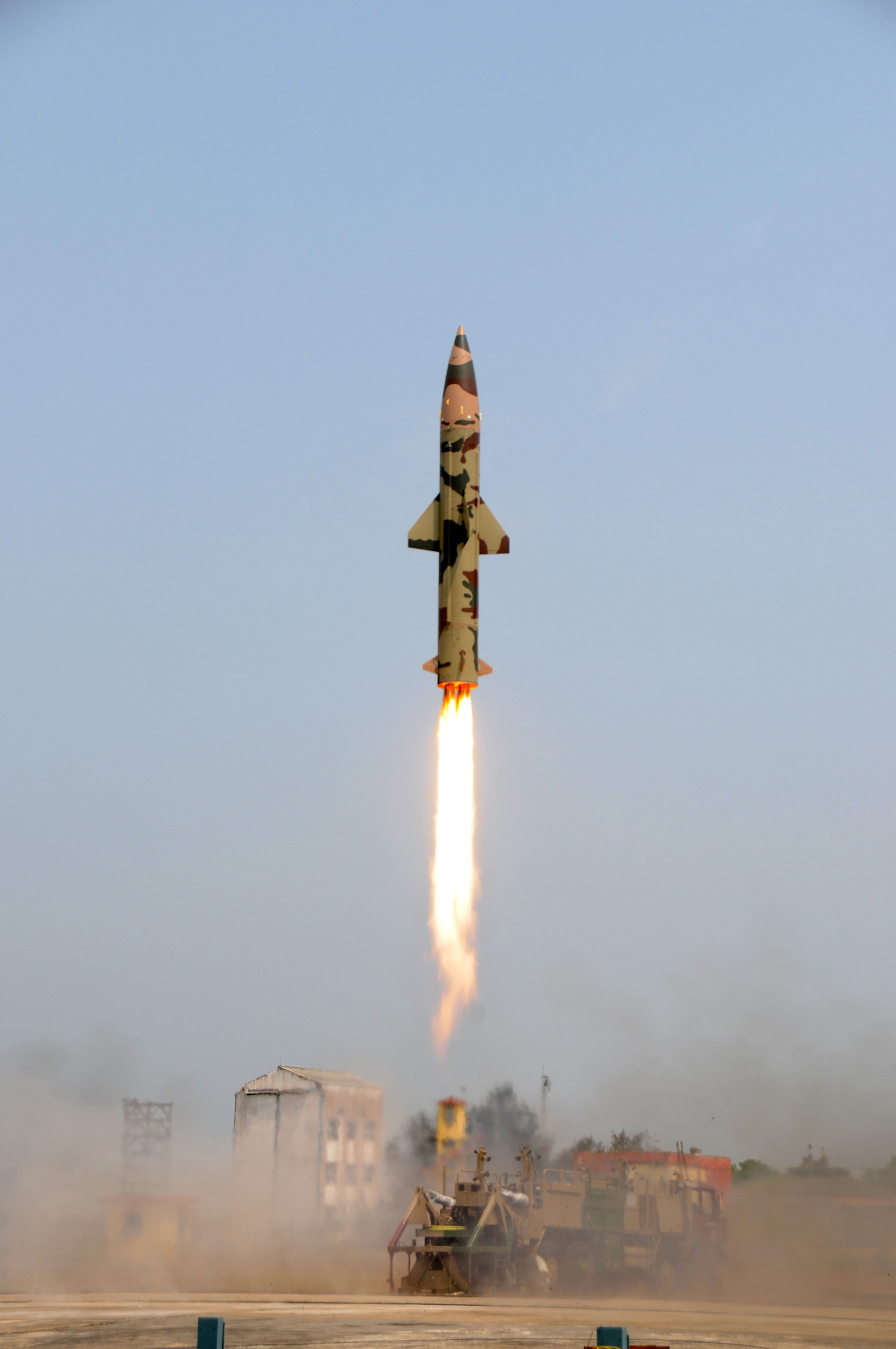
Притхви-2

«Притхви» (хинди पृथ्वी, земля) — семейство баллистических ракет класса «земля-земля» вооружённых сил Индии.

## Разработка и испытания
Ракеты разрабатываются Организацией оборонных исследований и разработок министерства обороны Индии (Defence Research and Development Organisation, DRDO) с 1983 г. по программе Integrated Guided Missle Development Program (IGMDP).
Жидкостные двигатели ракеты «Притхви» разработаны на базе двигателей советской зенитной управляемой ракеты В-755 зенитно-ракетного комплекса С-75.
Первый запуск ракеты «Притхви-1» осуществлён 25 февраля 1988 г., «Притхви-2» — 27 января 1996 г., «Притхви-3» — 23 января 2004 г.
Первые наземные испытания пусковой установки морского базирования «Дхануш» прошли 11 апреля 2000 г., первый запуск с корабля (патрульный корабль «Субхадра») — 21 сентября 2001 г.

## Модификации
«Притхви-1» (SS-150) — вариант для сухопутных войск. Одноступенчатая жидкостная ракета малой дальности на мобильной пусковой установке. Дальность пуска — 150 км. Масса полезной нагрузки — 1000 кг.
«Притхви-2» (SS-250) — вариант для военно-воздушных сил. Одноступенчатая жидкостная ракета малой дальности на мобильной пусковой установке. Дальность пуска — 250 км. Масса полезной нагрузки — 500—750 кг.
«Притхви-3» (SS-350, «Сагарика») — двухступенчатая твердотопливная ракета малой дальности морского базирования. Дальность пуска — 350 км. Масса полезной нагрузки — 1000 кг.
«Дхануш» (санскр. — лук) — пусковая установка корабельного базирования для запуска ракет «Притхви-2» и «Притхви-3».

## Эксплуатация
В октябре 1995 г. первые 20 предсерийных ракет «Притхви-1» были переданы сухопутным войскам Индии для оснащения 333-й ракетной группы, дислоцирующейся в г. Секундерабад. Группа имеет на вооружении 12 пусковых установок.
В декабре 1998 г. подразделения, вооружённые ракетами «Притхви-1» принимали участие в учениях вооружённых сил Индии «Шив Шакти-98».
Неудачей завершилась попытка запуска баллистической ракеты «Притхви-2»,23 сентября 2010 года на испытательном полигоне «Чандипур» в штате Орисса на востоке Индии. Предыдущие четыре запуска данной ракеты, осуществленные в течение последнего года на полигоне «Чандипур», завершились успешно.
Неизвестное число ракет размещено около г. Джаландхар, штат Пенджаб. С этих позиций ракеты могут достичь г. Исламабад и других важных центров Пакистана.
Ракеты «Притхви» способны нести ядерные боеголовки, но официально используются осколочно-фугасные, кассетные и зажигательные боевые части.

## Тактико-технические характеристики

### «Притхви-1»
Длина ракеты — 9 м
Максимальный диаметр ракеты — 1,1 м
Стартовая масса — 4400 кг
Полезная нагрузка — 1000 кг
Дальность пуска — 150 км
Круговое вероятное отклонение — 10—50 м
Пусковая установка — на базе автомобиля «Татра» (8х8)

### «Притхви-2»
Длина ракеты — 8,56 м
Максимальный диаметр ракеты — 1,1 м
Стартовая масса — 4600 кг
Полезная нагрузка — 750 кг
Дальность пуска — 250 км
Круговое вероятное отклонение — 75 м
Пусковая установка — на базе автомобиля «Татра» (8х8)
Запуск ракеты был произведен с мобильной пусковой установки на полигоне Чандипур и признан успешным 9.06.2011.

### «Притхви-3»
Длина ракеты — 8,56 м
Максимальный диаметр ракеты — 1 м
Стартовая масса — 5600 кг
Полезная нагрузка — 1000 кг
Дальность пуска — 350 км
Круговое вероятное отклонение — 25 м
Пусковая установка — корабельного базирования